# Coenotephria dubia
Coenotephria dubia är en fjärilsart som beskrevs av Butler 1882. Coenotephria dubia ingår i släktet Coenotephria och familjen mätare. Inga underarter finns listade i Catalogue of Life.